# 미나가와 요네
미나가와 요네(일본어: 皆川ヨ子, 1893년 1월 4일 ~ 2007년 8월 13일)는 일본의 슈퍼센티네리언으로, 2007년 당시 세계 1위의 기록을 가진 장수 인물로 알려져 왔다.

## 약력
후쿠오카현 다가와군 아카이케촌 출신으로, 자신의 가족 구성원을 보면 자녀 5명, 손주 7명, 증손주 12명, 현손 2명 등의 가족 관계로 구성되어 있으며, 주된 말버릇으로는 "고마워, 땡큐"(ありがと、サンキュー)로 전해졌다.
그러나, 2005년 4월 5일, 고야마 우라가 사망한 뒤 112세의 장수 인물로 뒤를 이었다. 그러다가 2007년 1월 4일에는 114번째의 생일을 맞이하였다. 그리고 이 기록이 기네스 세계 기록에 등재되어 있었으며, 2007년 1월 28일(한국 및 일본 기준으로 1월 29일)에는 세계에서 가장 장수한 여성으로 알려진 미국의 엠마 틸먼이 타계하면서, 세계에서 가장 장수한 인물의 자리를 또 넘겨받은 것으로 보인다.
그리고 2007년 8월 13일에는 병세가 급격히 악화하여 노환으로 별세하였던 것으로 보인다.

## 같이 보기
- 최애기
- 리칭윈
- 잔 칼망
- 튜티 유수포바
- 사한 도소바